# Sveti Klement
Sveti Klement (nghĩa là Thánh Clêmentê trong tiếng Croatia) là một đảo không người nằm trong phần biển Adriatic thuộc Croatia. Diện tích của đảo là 5,28 km², lớn nhất trong cả quần đảo Paklinski. Đường bờ biển của Sveti Klement dài tổng cộng 29,89 km.
Trong khi bờ biển của đảo khô cằn và đầy đá thì những khu vực phía trong lại được bao phủ bởi nhiều loại cây bụi. Có ba khu tạm cư trên đảo, gồm Palmižana, Momića Polje và Vlaka. Có một bến du thuyền mở cửa từ tháng ba đến tháng mười tại Palmižana.